# Ulpiano de Tiro
Ulpiano o Wulpiano de Tiro (f. en 304 o 306 en Tiro), fue un mártir, es venerado como santo católico y ortodoxo.
Durante la persecución de los cristianos en Fenicia, durante la época de Diocleciano o Maximino Daya, fue ahogado en el mar en una bolsa de cuero con un perro y una víbora.
Su memorial litúrgico se celebra el 3 de abril.